# 田和街道
田和街道，是中华人民共和国山東省威海市环翠区下辖的一个乡镇级行政单位。

## 行政区划
田和街道下辖以下地区：
田东社区、古寨社区、寨西社区、寨南社区、柴峰社区、大岚寺社区、万家疃社区、洪智社区、仁柳庄社区、东河北社区、西河北社区、田村社区、李家夼社区、黄家夼社区、寨子社区、阮家寺社区、黄家沟村和王家庄村。